# A Barcala
Die Comarca A Barcala (spanisch La Barcala) ist eine Verwaltungseinheit Galiciens. Die Fläche von 213,29 km² entspricht 0,72 % der Fläche Galiciens.

## Gemeinden
| Gemeinde          | Einwohner (2024) | Fläche km² | Dichte Einw./km² | Cod INE | Postleitzahl |
| ----------------- | ---------------- | ---------- | ---------------- | ------- | ------------ |
| A Baña            | 3.291            | 98,19      | 34               | 15007   | 15863        |
| Negreira          | 6.961            | 115,10     | 60               | 15056   | 15830        |
| Comarca A Barcala | 10.252           | 213,29     | 48               | –       | –            |